# Zaręby, West Pomeranian Voivodeship
Zaręby [zaˈrɛmbɨ] là một khu định cư nằm ở khu hành chính của Gmina Bobolice, thuộc quận Koszalin, Tây Pomeranian Voivodeship, ở tây bắc Ba Lan.